# 이탈리아의 축구 최상위리그 우승 구단
이탈리아 축구 리그 우승 구단(이탈리아어: Campione d'Italia di calcio)은 연간 진행되는 이탈리아 축구 최상위 리그인 세리에 A의 우승 구단이다. 이 대회는 1898년에 출범하여 몇 차례 형식의 개정을 거쳤다. 밀란이 현재 정상에 올라 있으며, 유벤투스는 36회로 역대 최다 우승 구단이다. 작은 방패(이탈리아어: Scudetto) 문양이 처음 도입된 때는 1924년으로, 당시 제노아가 통산 9번째 우승을 거두었을 때로, 제노아 선수들이 리그 우승을 자축하기 위해 상의에 부착한 데에서 출발했다.
이탈리아 축구 선수권 대회의 초대 결승전은 4개 구단이 하루 동안 열리는 대회에서 토리노 연고의 3개 구단과 제노바의 1개 구단, 총 4개 구단이 경합했다. 우승 구단은 토너먼트전을 통해 결정되었고, 제노아가 이 대회 초대 우승 구단으로 이름을 올렸다. 토너먼트전은 1909-10 시즌까지 사용되었고, 9개 구단이 참가하는 리그가 조직되었다. 북부 이탈리아의 단일 리그에서 시작된 리그는 1929년에 전국 리그로 자리잡아 현재의 세리에 A와 세리에 B가 되었다.

### 연대기순 우승 구단
- 1898: 제노아 (1회)
- 1899: 제노아 (2회)
- 1900: 제노아 (3회)
- 1901: 밀란 (1회)
- 1902: 제노아 (4회)
- 1903: 제노아 (5회)
- 1904: 제노아 (6회)
- 1905: 유벤투스 (1회)
- 1906: 밀란 (2회)
- 1907: 밀란 (3회)
- 1908: 프로 베르첼리 (1회)
- 1909: 프로 베르첼리 (2회)
- 1909-10: 인테르나치오날레 (1회)
- 1910-11: 프로 베르첼리 (3회)
- 1911-12: 프로 베르첼리 (4회)
- 1912-13: 프로 베르첼리 (5회)
- 1913-14: 카살레 (1회)
- 1914-15: 제노아 (7회)
- 1915에서 1919까지: 비공인 리그
- 1919-: 인테르나치오날레 (2회)
- 1920-21: 프로 베르첼리 (6회)
- 1921-22 FIGC: 노베세 (1회)
- 1921-22 CCI: 프로 베르첼리 (7회)
- 1922-23: 제노아 (8회)
- 1923-24: 제노아 (9회)
- 1924-25: 볼로냐 (1회)
- 1925-26: 유벤투스 (2회)
- 1926-27: 토리노 우승 박탈
- 1927-28: 토리노 (1회)
- 1928-29: 볼로냐 (2회)
- 1929-30: 암브로시아나 (3회)
- 1930-31: 유벤투스 (3회)
- 1931-32: 유벤투스 (4회)
- 1932-33: 유벤투스 (5회)
- 1933-34: 유벤투스 (6회)
- 1934-35: 유벤투스 (7회)
- 1935-36: 볼로냐 (3회)
- 1936-37: 볼로냐 (4회)
- 1937-38: 암브로시아나 (4회)
- 1938-39: 볼로냐 (5회)
- 1939-40: 암브로시아나 (5회)
- 1940-41: 볼로냐 (6회)
- 1941-42: 로마 (1회)
- 1942-43: 토리노 (2회)
- 1943 ~ 1945까지: 비공인 리그
- 1945-46: 토리노 (3회)
- 1946-47: 토리노 (4회)
- 1947-48: 토리노 (5회)
- 1948-49: 토리노 (6회)
- 1949-50: 유벤투스 (8회)
- 1950-51: 밀란 (4회)
- 1951-52: 유벤투스 (9회)
- 1952-53: 인테르나치오날레 (6회)
- 1953-54: 인테르나치오날레 (7회)
- 1954-55: 밀란 (5회)
- 1955-56: 피오렌티나 (1회)
- 1956-57: 밀란 (6회)
- 1957-58: 유벤투스 (10회)
- 1958-59: 밀란 (7회)
- 1959-60: 유벤투스 (11회)
- 1960-61: 유벤투스 (12)
- 1961-62: 밀란 (8회)
- 1962-63: 인테르나치오날레 (8회)
- 1963-64: 볼로냐 (7회)
- 1964-65: 인테르나치오날레 (9회)
- 1965-66: 인테르나치오날레 (10회)
- 1966-67: 유벤투스 (13회)
- 1967-68: 밀란 (9회)
- 1968-69: 피오렌티나 (2회)
- 1969-70: 칼리아리 (1회)
- 1970-71: 인테르나치오날레 (11회)
- 1971-72: 유벤투스 (14회)
- 1972-73: 유벤투스 (15회)
- 1973-74: 라치오 (1회)
- 1974-75: 유벤투스 (16회)
- 1975-76: 토리노 (7회)
- 1976-77: 유벤투스 (17회)
- 1977-78: 유벤투스 (18회)
- 1978-79: 밀란 (10회)
- 1979-80: 인테르나치오날레 (12회)
- 1980-81: 유벤투스 (19회)
- 1981-82: 유벤투스 (20회)
- 1982-83: 로마 (2회)
- 1983-84: 유벤투스 (21회)
- 1984-85: 엘라스 베로나 (1회)
- 1985-86: 유벤투스 (22회)
- 1986-87: 나폴리 (1회)
- 1987-88: 밀란 (11회)
- 1988-89: 인테르나치오날레 (13회)
- 1989-90: 나폴리 (2회)
- 1990-91: 삼프도리아 (1회)
- 1991-92: 밀란 (12회)
- 1992-93: 밀란 (13회)
- 1993-94: 밀란 (14회)
- 1994-95: 유벤투스 (23회)
- 1995-96: 밀란 (15회)
- 1996-97: 유벤투스 (24회)
- 1997-98: 유벤투스 (25회)
- 1998-99: 밀란 (16회)
- 1999-00: 라치오 (2회)
- 2000-01: 로마 (3회)
- 2001-02: 유벤투스 (26회)
- 2002-03: 유벤투스 (27회)
- 2003-04: 밀란 (17회)
- 2004-05: 유벤투스(우승 박탈)
- 2005-06: 유벤투스(우승 박탈) → 인테르나치오날레 (14회)
- 2006-07: 인테르나치오날레 (15회)
- 2007-08: 인테르나치오날레 (16회)
- 2008-09: 인테르나치오날레 (17회)
- 2009-10: 인테르나치오날레 (18회)
- 2010-11: 밀란 (18회)
- 2011-12: 유벤투스 (28회)
- 2012-13: 유벤투스 (29회)
- 2013-14: 유벤투스 (30회)
- 2014-15: 유벤투스 (31회)
- 2015-16: 유벤투스 (32회)
- 2016-17: 유벤투스 (33회)
- 2017-18: 유벤투스 (34회)
- 2018-19: 유벤투스 (35회)
- 2019-20: 유벤투스 (36회)
- 2020-21: 인테르나치오날레 (19회)
- 2021-22: 밀란 (19회)
- 2022-23: 나폴리 (3회)
- 2023-24: 인테르나치오날레 (20회)

## 같이 보기
- 이탈리아 축구 리그 시스템
- 카포칸노니에레